# Jérémy Manzorro
Jérémy Manzorro (Villeurbanne, 11 novembre 1991) è un calciatore francese, centrocampista svincolato.

## Statistiche

### Presenze e reti nei club
Statistiche aggiornate al 15 dicembre 2024.
| Stagione        | Squadra            | Campionato      | Campionato | Campionato | Coppe nazionali | Coppe nazionali | Coppe nazionali | Coppe europee | Coppe europee | Coppe europee | Altre coppe | Altre coppe | Altre coppe | Totale | Totale |
| Stagione        | Squadra            | Comp            | Pres       | Reti       | Comp            | Pres            | Reti            | Comp          | Pres          | Reti          | Comp        | Pres        | Reti        | Pres   | Reti   |
| --------------- | ------------------ | --------------- | ---------- | ---------- | --------------- | --------------- | --------------- | ------------- | ------------- | ------------- | ----------- | ----------- | ----------- | ------ | ------ |
| feb.ago. 2020   | Shahter Qaraǵandy  | KPL             | 3          | 1          | QK              | -               | -               | -             | -             | -             | -           | -           | -           | 3      | 1      |
| ago.nov. 2020   | Tobyl              | KPL             | 15         | 0          | QK              | 0               | 0               | -             | -             | -             | -           | -           | -           | 15     | 0      |
| 2021            | Tobyl              | KPL             | 20         | 2          | QK              | 5               | 1               | -             | -             | -             | SK          | 2           | 0           | 27     | 3      |
| 2021-feb. 2022  | Tobyl              | KPL             | -          | -          | QK              | -               | -               | UECL          | 2             | 0             | -           | -           | -           | 2      | 0      |
| Totale Tobyl    | Totale Tobyl       | Totale Tobyl    | 35         | 2          |                 | 5               | 1               |               | 2             | 0             |             | 2           | 0           | 44     | 3      |
| 2022            | Astana             | KPL             | 19         | 0          | QK              | 4               | 3               | -             | -             | -             | -           | -           | -           | 23     | 3      |
| 2022-gen.2023   | Astana             | KPL             | -          | -          | QK              | -               | -               | UECL          | 2             | 0             | -           | -           | -           | 2      | 0      |
| Totale Astana   | Totale Astana      | Totale Astana   | 19         | 0          |                 | 4               | 3               |               | 2             | 0             |             | 0           | 0           | 25     | 3      |
| mar.-lug. 2023  | Sandecja Nowy Sącz | IL              | 5          | 0          | -               | -               | -               | -             | -             | -             | -           | -           | -           | 5      | 0      |
| 2023-2024       | Jamshedpur         | ISL             | 20         | 5          | SC              | 4               | 1               | -             | -             | -             | DC          | -           | -           | 24     | 6      |
| 2024-2025       | Mumbai City        | ISL             | 9          | 0          | SC              | 1               | 0               | -             | -             | -             | DC          | -           | -           | 10     | 0      |
| Totale carriera | Totale carriera    | Totale carriera | 91         | 8          |                 | 14              | 5               |               | 4             | 0             |             | 2           | 0           | 111    | 13     |

## Palmarès

### Club

#### Competizioni nazionali
- Campionato lituano: 1

Sūduva: 2017
- Coppa di Lituania: 1

Žalgiris Vilnius: 2018
- Supercoppa del Kazakistan: 1

Tobyl: 2021
- Campionato kazako: 2

Tobyl: 2021
Astana: 2022